# リヴィア・J・ウォッシュバーン
リヴィア・J・ウォッシュバーン（Livia J. Washburn、1957年 - ）は、アメリカ合衆国の推理作家、西部劇作家。テキサス州在住。
夫は作家のジェイムズ・リーズナー(James Reasoner)。
1978年に作家デビュー。最初に上梓したミステリー「Wild Night」（1987年）で、アメリカ私立探偵作家クラブが主催するシェイマス賞とアメリカン・ミステリ賞を受賞。
夫と共著の西部劇小説もあり、アメリカ・ウェスタン作家協会によるSpur Awardにノミネートされている。

## 著作
- お料理名人の事件簿シリーズ（訳：赤尾秀子 、ランダムハウス講談社文庫）
  - 桃のデザートには隠し味　A Peach of a Murder (2006)
  - かぼちゃケーキを切る前に　Murder by the Slice (2007)
  - クッキー交換会の隣人たち The Christmas Cookie Killer (2008)
  - 休日には向かないクラブ・ケーキ Killer Crab Cakes (2009)

- ハラム　Hallam （訳：田口俊樹、ハヤカワ・ミステリ文庫）
- ハリウッドの無法者　 Hollywood Guns （訳：木村仁良、ハヤカワ・ミステリ文庫）